# 让·德尔维勒
让·德尔维勒（法語：Jean Delville；1867年1月19日—1953年1月19日）是比利时象征主义画家、作家、诗人、论战者、教师和神学研究者。
德尔维勒是19世纪90年代比利时理想主义艺术运动的主要代表人物。他一生都认为，艺术应该是更高的精神真理的表达，它应该建立在理想或精神之美的原则之上。从1887年到第二次世界大战结束，他在其活跃的职业生涯中创作了大量的绘画作品（许多现在已经丢失或被毁），表达了他的理想主义美学。
德尔维尔在布鲁塞尔的美术学院接受培训，事实证明他是一个非常早熟的学生，在还是一个年轻的学生时就赢得了学院的大多数著名的竞赛奖项。后来，他赢得了比利时的罗马奖，这使他能够前往罗马和佛罗伦萨，亲身研究文艺复兴时期的艺术家的作品。在意大利期间，他创作了著名的杰作《柏拉图学院》（L'Ecole de Platon）（1898年），该作品是他理想主义美学的视觉总结，他在19世纪90年代通过其著作、诗歌和展览协会，特别是理想主义艺术沙龙来推广这种美学。